# Atelopus arthuri
Atelopus arthuri és una espècie d'amfibi pertanyent a la família dels bufònids i de la qual no hi ha cap registre confirmat des del 1988.

## Etimologia
El seu nom científic fa referència a Arthur James Peters (col·lector de l'holotip).

## Descripció
Les femelles fan 40,9 mm de longitud rostre-cloacal, mentre que la dels mascles és desconeguda. Vist des de dalt, el musell molsut apareix punxegut i sembla projectar-se més enllà del llavi superior i la mandíbula inferior. Narius laterals i lleument posteriors. Parpelles superiors carnoses i amb un plec carnós que s'estén des del cantó posterior dels ulls fins a l'extrem del cap. Regions timpàniques i temporals granulars. El dors del cos varia entre força llis o finament arrugat i sense pústules (en canvi, els flancs del cos, així com la majoria de les superfícies superiors de les extremitats, són molt pustulosos). Les femelles presenten espínules blanquinoses individuals o agrupades a la part alta de les pústules abans esmentades. El ventre tendeix a ser llis i sense pústules, però també pot presentar arrugues. Extremitats anteriors molt curtes. Avantbraços una mica més grans en diàmetre que les regions de l'húmer. Potes davanteres carnoses i palmades. Extremitats posteriors curtes, carnoses i amb potes palmades i carnoses que s'estenen fins a la primera falange de cada dit. Plantes dels peus suaus. En vida, el dors és de color marró clar a fosc; cos i extremitats amb un patró de color marró fosc i amb un reticulat de color taronja-groc; els flancs presenten un fons de color taronja vermellós opac i un reticulat de color marró; les superfícies ventrals de les cuixes, el pit i el ventre tenen una taca de color vermell tomàquet envoltat de verd; alguns exemplars han estat observats amb una taca marró a les natges i un tacat marró al mentó i la gola; cara inferior dels peus posteriors i anteriors de color taronja opac; pupil·les negres envoltades per un anell de color verd brillant i un iris de color negre amb taques verdes petites. Els exemplars conservats en alcohol tenen el dors, els flancs i les extremitats de color marró grisenc clar amb algunes taques o ratlles de color marró fosc; els flancs també amb taques blanques als extrems de les pústules; alguns espècimens mostren les extremitats incolores amb els dos primers dits de color groc; el pit, el ventre i les superfícies ventrals de les cuixes i de l'húmer són de color groc clar i permet la transparència de la cavitat abdominal; les superfícies ventrals de les extremitats són de color marró fosc amb groc, mentre que les mans i els peus són completament de groc a marró; cuixes amb una gran taca marró, la qual s'estén fins a la zona ventral, i mentó i gola de color groc amb taques o ratlles de color cafè. Tot i la descripció ací donada, cada exemplar d'aquesta espècie és diferent dels altres pel que fa als colors i llur distribució sobre el cos.

## Reproducció
No hi ha molta informació específica coneguda sobre els seus hàbits reproductius, encara que és probable que siguin similars als d'altres espècies d'Atelopus en què la posta té lloc als rierols de corrent ràpid. Tot i així, hom creu que la tria de la parella sembla estar basat en senyals visuals pel fet que no emeten sons (els mascles són coneguts per aixecar-se sobre llurs extremitats anteriors presumiblement per cercar femelles).

## Hàbitat i distribució geogràfica
És un endemisme del vessant pacífic dels Andes, entre 2.200 i 3.000 m d'altitud, a l'Equador i tan sols és present a tres localitats que ocupen en total 100 km²: la localitat tipus a 15 km al nord de Pallatanga (la província de Chimborazo), Cashca Totoras i Las Guardias (ambdues darreres a la província de Bolívar). És una espècie diürna que viu al bosc montà humit, tot i que ha estat vista caminant per terrenys més secs quan pateix pertorbacions.

## Principals amenaces
Les seues principals amenaces són la quitridiomicosi (aquesta malaltia ha estat confirmada en la seua àrea geogràfica per haver afectat a Gastrotheca pseustes), la introducció d'espècies exòtiques (com ara, la truita de riu) i la pèrdua del seu hàbitat a causa de les pràctiques agrícoles, la desforestació i el desenvolupament urbà (infraestructures i assentaments humans).